# Berenika (imię)
Berenika (Βερενίκη) – imię żeńskie pochodzenia greckiego. Pochodzi od macedońskiej wymowy imienia Φερενίκη (φέρω, pherō – przynosić i νίκη, nikē – zwycięstwo). Imię było popularne w egipskiej dynastii Ptolemeuszów. W wyniku transliteracji z greki na łacinę powstało imię Weronika, które stopniowo zdobyło popularność (wpływ chrześcijaństwa, szczególnie postaci św. Weroniki).
Berenika imieniny obchodzi 20 kwietnia. W niektórych kalendarzach podawana jest także data 14 kwietnia.
W Polsce między 1901 a 1994 rokiem imię to nadano 414 razy: w latach 20. odnotowano je 1 raz, w latach 30., 40. i 50. nie odnotowano ani jednej Bereniki. W latach 60. XX wieku było ich 34 a 104 w latach 70. Najwięcej, bo aż 221  nadań tego imienia odnotowano w latach 80. Pomiędzy 1991 a kwietniem 1994 roku zarejestrowano 54 Bereniki.
Znane osoby noszące imię Berenika:
Czasy starożytne:
- Berenika I (340 p.n.e. - pomiędzy 279-268 p.n.e.) – królowa Egiptu, żona Filipa Macedończyka i Ptolemeusza I.

- Berenika II (ok. 267 – 221 p.n.e.) – królowa Egiptu, żona Ptolemeusza III, w czasie jego wyprawy do Syrii ofirarowała Wenus jako dar wotywny swoje włosy, co zainspirowało do nadania jednemu z gwiazdozbiorów nazwy Warkocz Bereniki.
- Berenika III (120–80 p.n.e.) – władczyni Egiptu, córka Ptolemeusza IX, poślubiła Ptolemeusza X a następnie Ptolemeusza XI, zamordowana przez drugiego męża. Jej życiem inspirowana jest opera Berenika autorstwa Georga Friedricha Händel.
- Berenika IV (78 – 55 p.n.e.) – władczyni Egiptu, córka Ptolemeusza XII i starsza siostra Kleopatry VII.
- Berenika (żona Antiocha II) (ok. 275 – 246 p.n.e.)[4] – córka Ptolemeusza II, królowa Syrii, po śmierci męża została zamordowana.
- Berenika – córka Salome, siostra Heroda I.
- Berenika (28 – 79 n.e.) – księżniczka Judei, córka Agryppy I, kochanka Tytusa, na podstawie jej historii powstały między innymi: sztuka Berenice francuskiego pisarza Jeana Racine, opera Bérénice francuskiego kompozytora A. Magnarda i Tytus i Berenika autorstwa Aleksandra Krawczuka.
- Błogosławiona Berenika (4 wiek n.e) – wraz z innymi niewiastami poświęciła życie chroniąc dziewictwo.

Czasy nowożytne:
- Berenice Abbott – amerykańska fotografka
- Bérénice Bejo – francusko-argentyńska aktorka
- Berenice Celeyta – kolumbijska aktywiska na rzecz praw człowieka
- Bérénice Marlohe – francuska aktorka
- Maé-Bérénice Méité – francuska łyżwiarka figurowa
- Berenice Sydney – brytyjska artystka
- Berenika Tomsia (wcześniej Okuniewska) – polska siatkarka